# 神奈川県立横浜緑ケ丘高等学校
神奈川県立横浜緑ケ丘高等学校（かながわけんりつ よこはまみどりがおかこうとうがっこう）は、神奈川県横浜市中区本牧緑ケ丘にある公立高等学校。通称は「緑高」（りょっこう）。

## 概要
1923年（大正12年）1月に横浜第三中学校として創立。旧学区制度では横浜臨海学区に属した。2023年に創立100周年を迎えた。
横浜市中心部の南側に位置する本牧地区にあり、横浜スタジアムや中華街などに近い。校舎から横浜ベイブリッジや、晴れた日には富士山や房総半島も望める。
初代校長が掲げた“三徳一誠”（知・仁・勇・誠）の教育理念の下、偏りのないバランスのとれた人間の育成を目指している。校則はほとんどなく、自由でのびのびとした校風であり、生徒手帳はない。
定時制のない高校では珍しく、食堂を有する。旧校舎はいずれも築40年以上が経過し、耐震性に課題があることから本館及び北館については建替えを、西館については耐震補強改修工事を実施した。2014年に竣工した新校舎は南館と称する。
文化祭は「緑高祭（りょっこうさい）」と呼ばれ、かつては文化の日前後に行われていたが、近年は毎年6月末から7月初めに開催される。
後援組織として旧制中学時代から「後援三徳会」が組織されているため、敗戦後にGHQからPTA結成の強い勧告を受けつつも、神奈川県下の公立高等学校の中で本校にのみPTAが設置されず、現在もそれが続いている。後援組織であるため、2000年代前半までは地域の名士が役員に名を連ねていたが、2004年以降は生徒の保護者によって運営されるようになった。
同窓会は「牧陵会」と称する。

## 沿革
- 1923年（大正12年） - 県令をもって校名を神奈川県立横浜第三中学校とする。（県立の旧制中学として県下では7番目）
- 1923年 - 開校。県立商工実習学校で授業開始
- 1924年 - 現在地に移転
- 1945年（昭和20年） - 戦災により校舎が全焼
  - 1945年12月から1952年5月まで校地が米軍に接収され、第108墓地登録小隊に使用される。[4]
- 1948年 - 神奈川県立横浜第三高等学校（全日制普通科）と改称。校地の接収が一部解除され、復旧校舎が竣工
- 1950年 - 神奈川県立横浜緑ケ丘高等学校（全日制普通科、男女共学）と改称。小学区制導入
- 1960年 - 鉄筋コンクリート造の新校舎（本館・北館）の落成記念式挙行
- 1962年 - 水泳プール竣工
- 1963年 - 横浜市内に中学区制施行、横浜南部学区（本校の他、南、金沢、立野）に属す。
- 1964年 - 図書館棟竣工（現・東館）
- 1966年 - 食堂竣工
- 1969年 - 西館竣工
- 1974年 - 体育館兼講堂竣工
- 1981年 - 新学区制実施、横浜臨海学区に属す。
- 2005年（平成17年） - 学区制廃止
- 2009年 - 全教室にエアコン設置、全校生徒のTOEIC受験が始まる。
- 2010年 - 神奈川県教育委員会から「学力向上進学重点校」に指定
- 2014年 - 入学者選抜に特色検査を導入。南館竣工。45分・7時間授業に移行
- 2015年 - 西館耐震改修工事終了。事務室、校長室、職員室等が西館に移転。同時に本館と北館の使用を中止
- 2017年 - 50分・6時間（週2回は7時間）授業に移行
- 2019年（令和元年） - 大学入試改革を受け、TOEIC全校受験がGTEC全校受験に変わる。
- 2020年 - 本館と北館除去工事完了
- 2022年 - スーパーサイエンスハイスクールに指定される。[5]
- 2024年 - 神奈川県教育委員会から学力向上進学重点校に再指定。
- 2025年 - 新体育館竣工、創立100周年記念式典挙行

## アクセス
- JR根岸線山手駅より徒歩13分。
- 横浜市営バス山手駅前より222系統「緑ヶ丘高校前」下車

## 部活動
- 運動部
  - アーチェリー、剣道、硬式テニス、サッカー、ソフトテニス、水泳、卓球、ダンス、チアリーディング、ハンドボール、バスケットボール、バドミントン、バレーボール、野球、ラグビー、陸上競技
- 文化部
  - 吹奏楽、管弦楽、棋道、クラシックギター、軽音楽、クイズ研究、地学、茶道、美術、数学物理、漫画研究、書道、料理、園芸、文芸部、生徒会総務、合唱同好会、ワールドカフェ同好会、生物化学
- 地学部は、クジラの化石の研究や太陽のプロミネンス観測で有名であり、小惑星13162番は地学部OBの平沢正規により緑高地学と名づけられている。

## 著名な出身者
五十音順

### 政治・行政
- 大出彰 - 元衆議院議員、行政書士
- 小泉富太郎 - 元横浜市助役
- 鈴木隆 - 元横浜市副市長、元横浜国際平和会議場社長
- 畑野君枝 - 元衆議院議員、元参議院議員
- 町田隆敏 - 札幌市副市長

### 経済・経営
- 上野豊 - 元上野トランステック代表取締役会長、元横浜商工会議所会頭（旧制横浜第三中学校）
- 金重辰雄 - 日本動物高度医療センター創業者・元代表取締役社長
- 柴田拓美 - 日興アセットマネジメント代表取締役社長
- 鈴木幸一 - インターネットイニシアティブ代表取締役会長、文化功労者[6]
- 玉井孝直 - ジョンソン・エンド・ジョンソン代表取締役社長
- 綱川明美 - 株式会社ビースポーク代表取締役社長
- 吉田智誉樹 - 四季株式会社代表取締役社長

### 学術・研究
- 岩田一男 - 英文学者、元一橋大学教授（旧制横浜第三中学校）
- 榎一雄 - 東洋史学者、東京大学名誉教授（旧制横浜第三中学校）
- 鴨川仁 - 物理学者、静岡県立大学グローバル地域センター特任教授、富士山測候所を活用する会副理事長
- 北沢猛 - 都市計画家、元東京大学大学院新領域創成科学研究科教授
- 木村草太 - 憲法学者、東京都立大学大学院教授
- 小秋元段 - 国文学者、法政大学教授
- 曽我朋義 - 分析化学者、生命科学者、慶應義塾大学環境情報学部教授、先端生命科学研究所教授、医学部教授（兼担）
- 中村格子 - 整形外科医、医学博士
- 西村卓也 - 地球科学者、京都大学防災研究所教授
- 西村弘行 - 農学者、元北海道東海大学学長、元北翔大学学長
- 平沢正規 - 天文学者、教員
- 間野義之 - びわこ成蹊スポーツ大学学長、早稲田大学名誉教授、元横浜市教育委員[7]
- 山本草二 - 国際法学者（旧制横浜第三中学校）
- 横須賀薫 - 教育学者、元宮城教育大学学長、元十文字学園女子大学学長
- 吉田栄夫 - 自然地理学者、元南極観測隊隊長（旧制横浜第三中学校）

### 文化・芸能
- 池田勝 - お笑い芸人（ジグザグジギー）[8]
- 井田邦明 - 舞台演出家、演劇教育者
- こじまぽん助 - 料理研究家、YouTuber、ビデオグラファー
- 小玉武 - 編集者、文筆家
- 佐藤さとる - 童話作家（旧制横浜第三中学校）
- 佐野浅夫 - 俳優（旧制横浜第三中学校）
- 篠崎絵里子 - 脚本家
- 滝田周 - ミュージシャン（サンドクロック）[9]
- 竹井亮介 - 俳優[10]
- デイヴ平尾 - ミュージシャン
- 唐順棋 - 映画監督（旧制横浜第三中学校）
- 新村晋 - お笑い芸人（横浜ヨコハマ）[11]
- 春口裕子 - 小説家
- 古川凱章 - ライター、雀士
- 古川彰悟 - お笑い芸人（サスペンダーズ）[12]
- 益岡徹 - 俳優
- 松山善三 - 映画監督、脚本家（旧制横浜第三中学校）
- Mummy-D - ラッパー（RHYMESTER、マボロシ）
- みづき水脈 - 漫画家
- 安岡卓治 - 映画プロデューサー、日本映画大学教授
- よしまさこ - 漫画家、東京工芸大学教授
- 吉野裕之 - 歌人、俳人
- ランキンタクシー - レゲエミュージシャン

### マスメディア
- 甘糟章 - 雑誌編集者、元マガジンハウス副社長（旧制横浜第三中学校）
- 岩佐英治 - 元NHKアナウンサー
- 江上英樹 - 漫画編集者
- 金城茉里奈 - 北海道放送アナウンサー
- クリス智子 - ラジオパーソナリティ
- 馬場雅夫 - 元テレビ朝日アナウンサー
- 太勇次郎 - NHK国際部記者
- 吉川典雄 - 札幌テレビアナウンサー

### スポーツ
- 唐井直 - 元サッカー選手
- 小島一平 - 元バドミントン選手、1972年ミュンヘンオリンピック日本代表[13]
- 田中衆史 - 元フィギュアスケート選手、1998年長野オリンピックアイスダンス日本代表[14]
- 松浦敏夫 - 元サッカー選手、元日本代表
- 望月さやか - ハンドボール選手、元プレステージ・インターナショナル アランマーレ所属

### その他
- 遠山美枝子 - 日本の革命家、共産主義者同盟赤軍派メンバー